# Inès Boubakri
Pour les articles homonymes, voir Boubakri.
Inès Boubakri (arabe : إيناس بوبكري), née le 28 décembre 1988 à Tunis, est une escrimeuse tunisienne pratiquant l'épée et le fleuret individuel.
Avec une médaille de bronze remportée aux Jeux olympiques de 2016 à Rio de Janeiro, Inès Boubakri marque l'escrime africaine en devenant la première escrimeuse du continent médaillée aux jeux et la première médaillée olympique pour l'escrime tunisienne.

## Biographie
Elle commence à pratiquer l'escrime dès l'âge de cinq ans, suivant sa mère, l'escrimeuse Henda Zaouali. Faute de moyens, elle quitte son pays pour la France et s'engage dans le club de Bourg-la-Reine à l'âge de 19 ans, sous la direction de l'entraîneur Yann Detienne.
Boubakri remporte son premier titre international au fleuret aux championnats d'Afrique 2003 à Dakar.
Elle est l'une des rares escrimeuses à pratiquer deux armes différentes au plus haut niveau, ce qui lui permet dès 2008 de décrocher les titres de championne d'Afrique de fleuret individuel et d'épée par équipes lors des championnats d'Afrique à Casablanca. Elle représente la Tunisie aux Jeux olympiques de 2008 à Pékin, où elle dispute l'épreuve du fleuret féminin individuel. Elle perd cependant son premier duel préliminaire contre l'escrimeuse canadienne d'origine chinoise et ancienne médaillée olympique Luan Jujie, sur un score de 9-13.
Aux Jeux olympiques de 2012 à Londres, Boubakri se qualifie pour la seconde fois à l'épreuve du fleuret féminin individuel. Cette fois, elle remporte ses duels préliminaires contre l'Américaine Nicole Ross et la Française Astrid Guyart. Boubakri atteint les quarts de finale, où elle est éliminée par l'Italienne et trois fois championne olympique Valentina Vezzali, sur un score de 7-8,.
Montant le plus souvent sur la plus haute marche du podium des championnats d'Afrique, à l'épée ou au fleuret, en individuel ou par équipes entre 2009 et 2014, Boubakri décroche une première médaille mondiale, en bronze, lors des championnats du monde de Kazan ne s'inclinant qu'en demi-finale face à l'Italienne Martina Batini.
Aux Jeux olympiques de 2016 à Rio de Janeiro, elle remporte ses duels préliminaires contre l'Égyptienne Noura Mohamed et la Japonaise Shiho Nishioka puis les quarts de finale contre la Canadienne Eleanor Harvey ; elle remporte la petite finale contre la Russe Aida Shanayeva après avoir été écartée de la finale par l'Italienne Elisa Di Francisca,. Elle décroche ainsi une médaille de bronze, obtenant ainsi la première médaille olympique pour l'escrime tunisienne et pour une escrimeuse africaine,.
Toujours titrée ou médaillée au fleuret et à l'épée aux championnats d'Afrique entre 2015 et 2017, elle décroche un 12e titre individuel au fleuret et une médaille de bronze à l'épée aux championnats 2018 à Tunis, en complétant son palmarès d'un nouveau titre au fleuret et d'une médaille d'argent à l'épée en équipe.
Le 9 juillet 2021, elle est nommée porte-drapeau de la délégation tunisienne aux Jeux olympiques de 2020 à Tokyo par le Comité national olympique tunisien, avec le joueur de volley-ball Mehdi Ben Cheikh.
Elle met fin à sa carrière sportive le 23 septembre 2022, ne s'estimant plus capable de jouer en raison de nombreuses blessures.

### Vie privée
Inès Boubakri est la fille de Henda Zaouali, une escrimeuse qui a notamment participé aux Jeux olympiques de 1996. Elle a épousé le fleurettiste français Erwann Le Péchoux en 2014.

## Palmarès

### Épée féminine
- Championnats d'Afrique
  -  Médaille d'or à l'épée féminine par équipes aux championnats d'Afrique 2008 (Casablanca)
  -  Médaille d'or à l'épée féminine par équipes aux championnats d'Afrique 2009 (Dakar)
  -  Médaille d'or à l'épée féminine par équipes aux championnats d'Afrique 2010 (Tunis)
  -  Médaille d'or à l'épée féminine par équipes aux championnats d'Afrique 2011 (Le Caire)
  -  Médaille d'or à l'épée féminine par équipes aux championnats d'Afrique 2012 (Casablanca)
  -  Médaille d'or à l'épée féminine par équipes aux championnats d'Afrique 2013 (Le Cap)
  -  Médaille d'or à l'épée féminine par équipes aux championnats d'Afrique 2014 (Le Caire)
  -  Médaille d'or à l'épée féminine par équipes aux championnats d'Afrique 2015 (Le Caire)
  -  Médaille d'argent à l'épée féminine individuel aux championnats d'Afrique 2015 (Le Caire)
  -  Médaille d'argent à l'épée féminine par équipes aux championnats d'Afrique 2018 (Tunis)
  -  Médaille de bronze à l'épée féminine individuel aux championnats d'Afrique 2011 (Le Caire)
  -  Médaille de bronze à l'épée féminine individuel aux championnats d'Afrique 2013 (Le Cap)
  -  Médaille de bronze à l'épée féminine individuel aux championnats d'Afrique 2018 (Tunis)
- Jeux panarabes
  -  Médaille d'or à l'épée féminin par équipes aux jeux 2011 (Doha)

### Fleuret féminin
- Jeux olympiques
  -  Médaille de bronze aux Jeux olympiques de 2016 (Rio de Janeiro)
- Championnats du monde
  -  Médaille de bronze aux championnats du monde 2014 (Kazan)
  -  Médaille de bronze aux championnats du monde 2018 (Wuxi)
- Championnats d'Afrique
  -  Médaille d'or au fleuret féminin individuel aux championnats d'Afrique 2003 (Dakar)
  -  Médaille d'or au fleuret féminin individuel aux championnats d'Afrique 2008 (Casablanca)

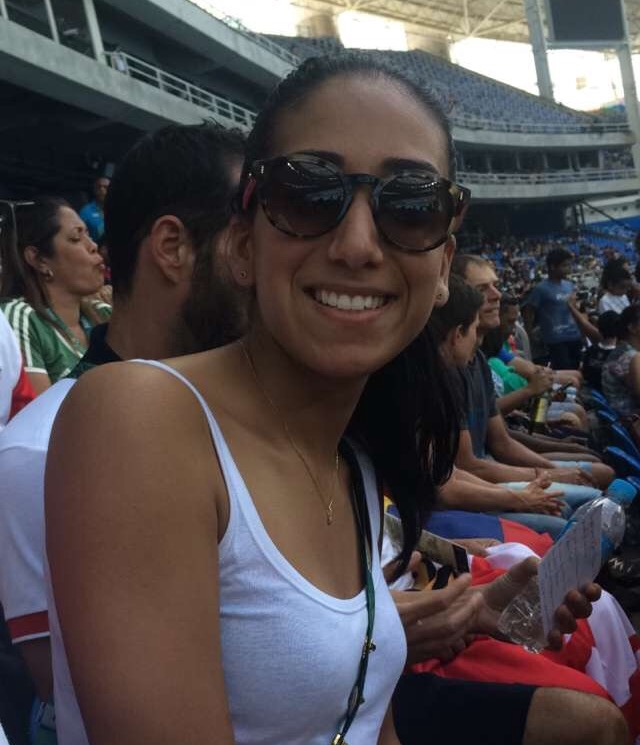
Inès Boubakri (avec son mari assis à ses côtés) au stade olympique Nilton-Santos (2016) pour voir la course du 3000 m steeple féminin.

  -  Médaille d'or au fleuret féminin par équipes aux championnats d'Afrique 2009 (Dakar)
  -  Médaille d'or au fleuret féminin individuel aux championnats d'Afrique 2009 (Dakar)
  -  Médaille d'or au fleuret féminin individuel aux championnats d'Afrique 2010 (Tunis)
  -  Médaille d'or au fleuret féminin individuel aux championnats d'Afrique 2011 (Le Caire)
  -  Médaille d'or au fleuret féminin individuel aux championnats d'Afrique 2012 (Casablanca)
  -  Médaille d'or au fleuret féminin par équipes aux championnats d'Afrique 2012 (Casablanca)
  -  Médaille d'or au fleuret féminin individuel aux championnats d'Afrique 2013 (Le Cap)
  -  Médaille d'or au fleuret féminin par équipes aux championnats d'Afrique 2013 (Le Cap)
  -  Médaille d'or au fleuret féminin individuel aux championnats d'Afrique 2014 (Le Caire)
  -  Médaille d'or au fleuret féminin individuel aux championnats d'Afrique 2015 (Le Caire)
  -  Médaille d'or au fleuret féminin par équipes aux championnats d'Afrique 2015 (Le Caire)
  -  Médaille d'or au fleuret féminin individuel aux championnats d'Afrique 2016 (Alger)
  -  Médaille d'or au fleuret féminin par équipes aux championnats d'Afrique 2016 (Alger)
  -  Médaille d'or au fleuret féminin individuel aux championnats d'Afrique 2017 (Le Caire)
  -  Médaille d'or au fleuret féminin individuel aux championnats d'Afrique 2018 (Tunis)
  -  Médaille d'or au fleuret féminin par équipes aux championnats d'Afrique 2018 (Tunis)
  -  Médaille d'or au fleuret féminin individuel aux championnats d'Afrique 2019 (Bamako)
  -  Médaille d'or au fleuret féminin par équipes aux championnats d'Afrique 2019 (Bamako)
  -  Médaille d'argent au fleuret féminin par équipes aux championnats d'Afrique 2004 (Tunis)
  -  Médaille d'argent au fleuret féminin par équipes aux championnats d'Afrique 2008 (Casablanca)
  -  Médaille d'argent au fleuret féminin par équipes aux championnats d'Afrique 2010 (Tunis)
  -  Médaille d'argent au fleuret féminin par équipes aux championnats d'Afrique 2011 (Le Caire)
  -  Médaille de bronze au fleuret féminin individuel aux championnats d'Afrique 2004 (Tunis)
  -  Médaille de bronze au fleuret féminin individuel aux championnats d'Afrique 2006 (Casablanca)
  -  Médaille de bronze au fleuret féminin par équipes aux championnats d'Afrique 2017 (Le Caire)
- Jeux africains
  -  Médaille d'or au fleuret féminin individuel aux jeux africains de 2007 (Alger)
  -  Médaille d'or au fleuret féminin par équipes aux jeux africains de 2007 (Alger)
  -  Médaille d'or au fleuret féminin individuel aux jeux africains de 2015 (Brazzaville)
  -  Médaille d'or au fleuret féminin par équipes aux jeux africains de 2015 (Brazzaville)
  -  Médaille d'or au fleuret féminin individuel aux jeux africains de 2019 (Rabat)
  -  Médaille d'argent au fleuret féminin par équipes aux jeux africains de 2019 (Rabat)
- Jeux méditerranéens
  -  Médaille d'or au fleuret féminin individuel aux jeux méditerranéens de 2018 (Tarragone)
  -  Médaille d'argent au fleuret féminin individuel aux jeux méditerranéens de 2013 (Mersin)
  -  Médaille de bronze  au fleuret féminin individuel aux jeux méditerranéens de 2009 (Pescara)

- Jeux panarabes
  -  Médaille d'or au fleuret féminin par équipes aux jeux 2011 (Doha)
  -  Médaille d'argent au fleuret féminin individuel aux jeux 2011 (Doha)
- Championnats de France
  -  Médaille d'or au fleuret féminin par équipes aux championnats 2015 (Marseille)
- Championnats de Tunisie
  -  Médaille d'or au fleuret féminin individuel aux championnats 2000 (Tunis)
  -  Médaille d'or au fleuret féminin individuel aux championnats 2001 (Tunis)
  -  Médaille d'or au fleuret féminin individuel aux championnats 2002 (Tunis)
  -  Médaille d'or au fleuret féminin individuel aux championnats 2003 (Tunis)
  -  Médaille d'or au fleuret féminin individuel aux championnats 2004 (Tunis)
  -  Médaille d'or au fleuret féminin individuel aux championnats 2005 (Tunis)
  -  Médaille d'or au fleuret féminin individuel aux championnats 2007 (Tunis)

### Sabre féminin
- Championnats d'Afrique
  -  Médaille d'or au sabre féminin senior par équipes aux championnats 2013 (Le Cap)